# Étienne de Vrière
Le chevalier Étienne Gustave Marie Ghislain Emile de Vrière, né le 9 novembre 1857 à Bruges et décédé le 8 novembre 1936 à Beernem, fut un homme politique catholique belge.

## Biographie
De Vrière fut propriétaire foncier. 
Il fut élu conseiller communal (1884) et bourgmestre de Beernem (1891), conseiller provincial de la province de Flandre-Occidentale (1888-1914), puis sénateur provincial de la province de Flandre-Occidentale (1919-1929) en suppléance de Jules Vandenpeereboom.
Il est fait comte romain  par bref du pape Pie IX du 1870.

## Généalogie
- Il fut fils de Étienne (1814-1864), conseiller provincial de la Flandre occidentale, et de la comtesse Léonide Mulle de Terschueren (1828-1896).
- Il épousa en 1883 Adélaïde van Reynegom de Buzet (1862-1900), puis en 1910 Anaïs Otto de Mentock, puis en 1926  Marguerite Ysebrant de Lendonck ;
  - Ils eurent deux filles: Agnès (1886-1942) et Maria (1887-1931).

## Sources
- Bio sur ODIS
- M. VERMEIRE, Jubelboek uitgegeven door den Eigenaars- en Landbouwersbond t.g.v. zijn veertigjarig bestaan, Brugge, 1925
- M. VERMEIRE, De samenwerkende handelsvereniging van de Eigenaars- en Landbouwersbond. Proeve eener historische schets, Brugge, 1929
- M. VERMEIRE, Geschiedkundige schets van West-Vlaanderens’ Landbouw en van den Eigenaars en Landbouwersbond, Brugge, 1935
- Paul VAN MOLLE, Het Belgisch Parlement, 1894-1972, Antwerpen, 1972.
- Luc SCHEPENS, De provincieraad van West-Vlaanderen, Tielt, 1976.
- Alfons RYSERHOVE De Geheimzinnige Zaken van Beernem, Beernem, 1981.
- Alfons RYSERHOVE, Het proces Beernem, Beernem, 1986.
- Alfons RYSERHOVE, Dossier Beernem, Beernem, 1986.
- Alfons RYSERHOVE, Stamboom van de familie de Vrière, Beernem, 1994
- Kurt RAVYTS & Jos RONDAS, Het Brugse 1940-1945. Deel I, Collaboratie en Verzet, Kortrijk, 2000, blz. 355 en v.
- Oscar COOMANS DE BRACHÈNE, État présent de la noblesse belge, Annuaire de 2000, Brussel, 2000.
- Katrien RYSERHOVE, De moorden van Beernem, naar Alfons Ryserhove, 2004
- Reginald BRAET, Schriften van Driekoningen. Een geschiedenis van Beernem, zijn kastelen en de kunstweekends, Beernem, 2005